# Кукуїгаеле (Гаваї)
Кукуїгаеле (англ. Kukuihaele) — переписна місцевість (CDP) в США, в окрузі Гаваї штату Гаваї. Населення — 281 особа (2020).

## Географія
Кукуїгаеле розташований за координатами 20°7′17″ пн. ш. 155°33′45″ зх. д. / 20.12139° пн. ш. 155.56250° зх. д. (20.121326, -155.562518).  За даними Бюро перепису населення США в 2010 році переписна місцевість мала площу 5,94 км², з яких 4,44 км² — суходіл та 1,50 км² — водойми.

## Демографія
Згідно з переписом 2010 року, у переписній місцевості мешкало 336 осіб у 108 домогосподарствах у складі 76 родин. Густота населення становила 57 осіб/км².  Було 127 помешкань (21/км²).
Расовий склад населення:
| - 31,8 % — білих - 14,0 % — азіатів - 7,1 % — вихідців з тихоокеанських островів - 0,6 % — корінних американців - 1,2 % — осіб інших рас |

До двох чи більше рас належало 45,2 %. Частка іспаномовних становила 8,3 % від усіх жителів.
За віковим діапазоном населення розподілялося таким чином: 21,4 % — особи молодші 18 років, 65,2 % — особи у віці 18—64 років, 13,4 % — особи у віці 65 років та старші. Медіана віку мешканця становила 41,5 року. На 100 осіб жіночої статі у переписній місцевості припадало 114,0 чоловіків;  на 100 жінок у віці від 18 років та старших — 116,4 чоловіків також старших 18 років.
Середній дохід на одне домашнє господарство  становив 63 856 доларів США (медіана — 46 250), а середній дохід на одну сім'ю — 64 983 долари (медіана — 60 500). За межею бідності перебувало 25,2 % осіб, у тому числі 33,3 % дітей у віці до 18 років та 0,0 % осіб у віці 65 років та старших.
Цивільне працевлаштоване населення становило 147 осіб. Основні галузі зайнятості: освіта, охорона здоров'я та соціальна допомога — 17,7 %, науковці, спеціалісти, менеджери — 17,0 %, мистецтво, розваги та відпочинок — 13,6 %, транспорт — 10,9 %.